# Benny Kohlberg
Benny Tord Kohlberg (Arvika, 17 de abril de 1954) es un deportista sueco que compitió en esquí de fondo. 
Participó en dos Juegos Olímpicos de Invierno, obteniendo una medalla de oro en Sarajevo 1984, en la prueba de relevo (junto con Thomas Wassberg, Jan Ottosson y Gunde Svan), y el quinto lugar en Lake Placid 1980, en la misma prueba.

## Palmarés internacional
| Juegos Olímpicos | Juegos Olímpicos      | Juegos Olímpicos | Juegos Olímpicos |
| Año              | Lugar                 | Medalla          | Prueba           |
| ---------------- | --------------------- | ---------------- | ---------------- |
| 1984             | Sarajevo (Yugoslavia) | Medalla de oro   | Relevo 4 × 10 km |